# Освајачи олимпијских медаља у атлетици — 3 миље екипно за мушкарце
Освајачи олимпијских медаља у атлетици за мушке у дисциплини 3 миље екипно, која је на програму игара била само једном, приказани су у следећој табели. Екипе су имале по 5 такмичара. Бодована су само прва тројица из сваке екипе. Број освојеног места је носио исти број освојених бодова. Мањи збир бодова такмичара једне екипе, дао је коначни пласман. Екипа Уједињеног Краљевсва је била мешовита са такмичарима из Ирске. 
| Олимпијске игре     | Злато                                                                                          | Злато    | Сребро                                                                 | Сребро    | Бронза                                                                             | Бронза      |
| ------------------- | ---------------------------------------------------------------------------------------------- | -------- | ---------------------------------------------------------------------- | --------- | ---------------------------------------------------------------------------------- | ----------- |
| Лондон 1908. детаљи | Уједињено Краљевство 1° Џозеф Дикин 14:39,6 2° Арчи Робертсон 14:41,0 3° Вилијам Коулс 14:41,6 | 1+2+3= 6 | САД 4° Џон Ајзли14:41,8 6° Џорџ Бонаг 15:05,0 9° Herbert Trube 15:08,4 | 4+6+9= 19 | Француска 8° Луј де Флерак 15:11,0 11° Жозеф Дрер 15:40,0 13° Пол Лизандје 16:03,0 | 8+11+13= 32 |